# Gustavo Zapata
Gustavo Zapata (* 15. říjen 1967, Saladillo, Buenos Aires, Argentina) je bývalý argentinský fotbalista.

## Reprezentace
Gustavo Zapata odehrál 27 reprezentačních utkání. S argentinskou reprezentací se zúčastnil Copa América 1991, 1993, 1997.

## Statistiky
| Argentina | Argentina | Argentina |
| Roky      | Záp.      | Góly      |
| --------- | --------- | --------- |
| 1991      | 4         | 0         |
| 1992      | 0         | 0         |
| 1993      | 14        | 0         |
| 1994      | 0         | 0         |
| 1995      | 0         | 0         |
| 1996      | 0         | 0         |
| 1997      | 7         | 0         |
| 1998      | 2         | 0         |
| Celkem    | 27        | 0         |